# Metabolisme (arquitectura)

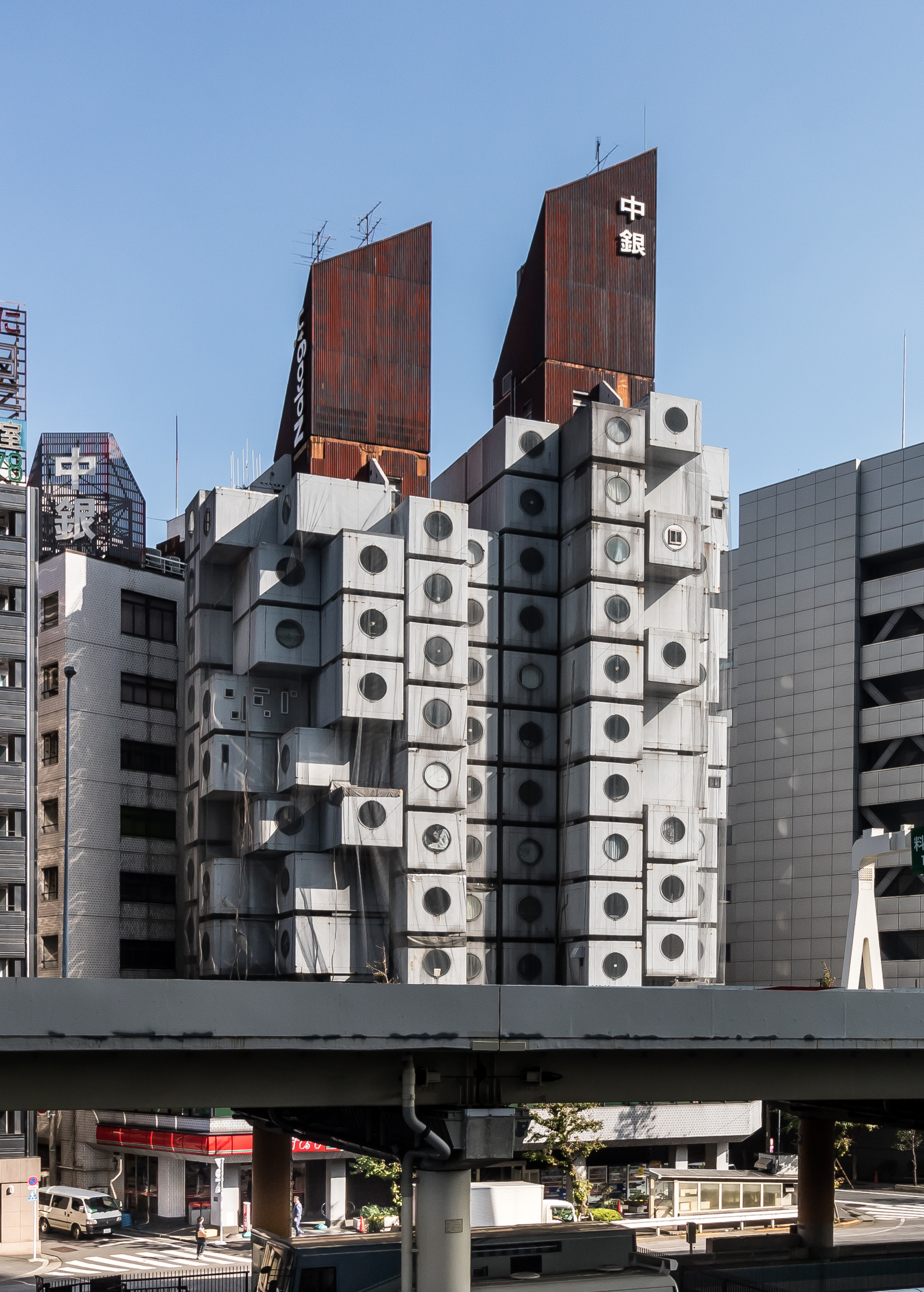
La Torre Càpsula Nakagin a Tòquio mostrava petites unitats d'apartaments (càpsules) adossades al nucli central de l'edifici

El metabolisme (メタボリズム, metaborizumu o shinchintaisha (新陳代謝) va ser un moviment arquitectònic japonès de postguerra que va fusionar idees sobre megaestructures arquitectòniques amb les de creixement biològic orgànic. Va tenir la seva primera exposició internacional durant la reunió del Congrés Internacional d'Arquitectura Moderna de 1959 i les seves idees van ser provades provisionalment per alumnes de Kenzō Tange de l'Institut Tecnològic de Massachusetts.
Durant la preparació per a la Conferència Mundial de Disseny de Tòquio de 1960, un grup de joves arquitectes i dissenyadors, entre ells Kiyonori Kikutake, Kisho Kurokawa i Fumihiko Maki, van preparar la publicació del Manifest metabolista influïts per les teories marxistes i els processos biològics. Aquest manifest era una sèrie de quatre assaigs titulats «Ocean City», «Space City», «Towards Group Form» i «Material and Man», i també contenia dissenys per a grans ciutats que suraven als oceans i torres de càpsules connectades. Tot i que la Conferència Mundial de Disseny va donar visibilitat als metabolistes en l'escenari internacional, les seves idees van romandre en gran part en el pla teòric.
Es van construir alguns edificis individuals més petits que empraven els principis del metabolisme com ara el Yamanashi Broadcasting and Press Center de Tange i la Torre Càpsula Nakagin de Kurokawa. La major concentració del seu treball es va trobar a l'Exposició Universal de 1970 a Osaka, on Tange va ser responsable de la planificació general de l'espai, mentre que Kikutake i Kurokawa van dissenyar-hi els pavellons. Després de la crisi del petroli de 1973, els metabolistes van reorientar la seva labor del Japó cap a l'Àfrica i l'Orient Mitjà.

## Orígens del metabolisme
El Congrés Internacional d'Arquitectura Moderna (CIAM) es va fundar a Suïssa l'any 1928 com una associació d'arquitectes que volia avançar el modernisme en un entorn internacional. Durant la dècada del 1930 van promoure la idea (basada en els nous patrons urbans dels Estats Units d'Amèrica) que el desenvolupament urbà s'havia de guiar per les quatre categories funcionals del CIAM: habitatge, treball, transport i lleure. A mitjans de la dècada del 1930, Le Corbusier i altres arquitectes havien modelat el CIAM amb l'objectiu de promoure l'arquitectura moderna per a tothom. Aquesta visió va guanyar certa força durant postguerra quan Le Corbusier i els seus col·legues van començar a dissenyar edificis a Chandigar. A principis de la dècada del 1950 es va percebre que el CIAM estava perdent el seu impuls avantguardista, així que el 1954 es va formar un grup de membres més joves anomenat Team 10. Aquest incloïa els arquitectes holandesos Jacob Bakema i Aldo van Eyck, l'italià Giancarlo De Carlo, el grec Georges Candilis, els anglesos Peter i Alison Smithson i l'estatunidenc Shadrach Woods. Els arquitectes del Team 10 van introduir conceptes com «associació humana», «clúster» i «mobilitat», i Bakema va fomentar la combinació d'arquitectura i planificació en el disseny urbà. Aquesta nova visió va rebutjar l'enfocament mecànic de quatre funcions del CIAM i, en última instància, va portar a la ruptura i final del CIAM.
Kenzō Tange va ser convidat a la reunió del CIAM de 1959 a Otterlo. En la que havia de ser l'última reunió del CIAM, va presentar dos projectes teòrics de l'arquitecte Kiyonori Kikutake: la ciutat torre i l'Sky House. Aquesta presentació va exposar el naixent moviment metabolista al públic internacional. Igual que el conceptes d'«associació humana» del Team 10, els metabolistes també estaven explorant nous conceptes en el disseny urbà.
La ciutat torre era una torre de 300 metres d'alçada que albergava la infraestructura de tota una ciutat: transport, serveis i una planta de fabricació de cases prefabricades. La torre era un «terra artificial» vertical a la qual es podien enganxar càpsules d'habitatge prefabricades d'acer. Kikutake va proposar que aquestes càpsules s'autorenovarien cada cinquanta anys i la ciutat creixeria orgànicament com les branques d'un arbre.
Construïda al vessant d'un turó, l'Sky House és una plataforma recolzada sobre quatre panells de formigó amb un sostre de closca d'estructura hiperboloide. És un únic espai dividit per unitats d'emmagatzematge amb cuina i bany exteriors. Una habitació infantil es va adossar a la part inferior de la planta principal amb una petita porta d'accés de mida reduïda entre les dues habitacions.
Després de la reunió, Tange va marxar a l'Institut Tecnològic de Massachusetts per un període de quatre mesos com a professor visitant. Tange va pensar en produir dissenys urbans basats en un nou prototip de disseny que podria aportar una connexió més humana a ciutats a gran escala. Va considerar la idea de l'estructura de la ciutat «major» i «menor» i com aquesta podria créixer en cicles com el tronc i les fulles d'un arbre.

## Conferència Mundial de Disseny de Tòquio (1960)
El 1958 es va formar un comitè de preparació dirigit per Junzo Sakakura, Kunio Maekawa i Kenzō Tange. Com que Tange acabava d'acceptar una invitació per a ser professor visitant a l'Institut Tecnològic de Massachusetts, va recomanar al seu col·lega Takashi Asada que el substituís en l'organització dels programes de la conferència.
Asada va convidar dos amics a ajudar-lo: el crític d'arquitectura i antic editor de la revista Shinkenchiku, Noboru Kawazoe, i Kisho Kurokawa, antic alumne de Tange. Al seu torn, aquests van buscar dissenyadors talentosos per ajudar-los: els arquitectes Masato Otaka i Kiyonori Kikutake i els dissenyadors Kenji Ekuan i Kiyoshi Awazu. Kurokawa va ser seleccionat perquè havia tornat recentment d'una conferència internacional d'estudiants a la Unió Soviètica i era alumne del teòric de l'arquitectura marxista Uzō Nishiyama. Ekuan va arribar a la conferència sobre una moto YA-1 que havia dissenyat recentment per a Yamaha. Fumihiko Maki, un estudiant de grau de Tange, també es va unir al grup mentre estava a Tòquio amb una beca de viatge de la Fundació Graham.
La metodologia de tres etapes del físic atòmic Mitsuo Taketani per a la investigació científica va influir en la pròpia teoria de tres etapes de Kikutake: ka (el sistema general), kata (la imatge abstracta) i katachi (la solució tal com es va construir), que va utilitzar per a resumir el propi procés de disseny des d'una visió àmplia fins a una forma arquitectònica concreta.
El grup també va buscar solucions arquitectòniques a la fenomenal expansió urbana del Japó provocada pel creixement econòmic i com es podria conciliar amb la seva escassetat de sòl útil. Es van inspirar en exemples de creixement circular i renovació que es troben a l'arquitectura tradicional japonesa com al Santuari d'Ise i al Palau iimperial Katsura. Van treballar per compilar els seus treballs i publicar-los en forma de manifest per a la conferència.
La conferència va tenir lloc de l'11 al 16 de maig de 1960 i va comptar amb 227 convidats, 84 dels quals eren internacionals, com ara els arquitectes Louis Kahn i Balkrishna Vithaldas Doshi.
Després de la seva conferència del 13 de maig, Louis Kahn va ser convidat a l'Sky House de Kikutake i va mantenir una llarga conversa amb diversos arquitectes japonesos. Va respondre preguntes fins passada la mitjanit amb Maki fent de traductor. Kahn va tractar del seu enfocament universal del disseny i va posar els Richards Medical Research Laboratories de la Universitat de Pennsilvània com a exemple de com es poden arribar a noves solucions de disseny amb un nou pensament sobre l'espai i el moviment. Alguns dels metabolistes es van inspirar en això.
Mentre explicava la naturalesa orgànica del projecte teòric de la ciutat marina de Kikutake, Kawazoe va utilitzar la paraula japonesa shinchintaisha com a símbol de l'intercanvi essencial de materials i energia entre els organismes i el món exterior, és a dir, el metabolisme en un sentit biològic. El significat japonès de la paraula té un sentit de «substitució de l'antic pel nou» i el grup va interpretar que això equivalia a la renovació contínua i al creixement orgànic d'una ciutat. Com que es tractava d'una conferència internacional, Kawazoe va considerar que havien d'utilitzar una paraula més universal i Kikutake va buscar la definició de shinchintaisha al seu diccionari japonès-anglès. La traducció que va trobar va ser la paraula «metabolisme».

## Manifest metabolista

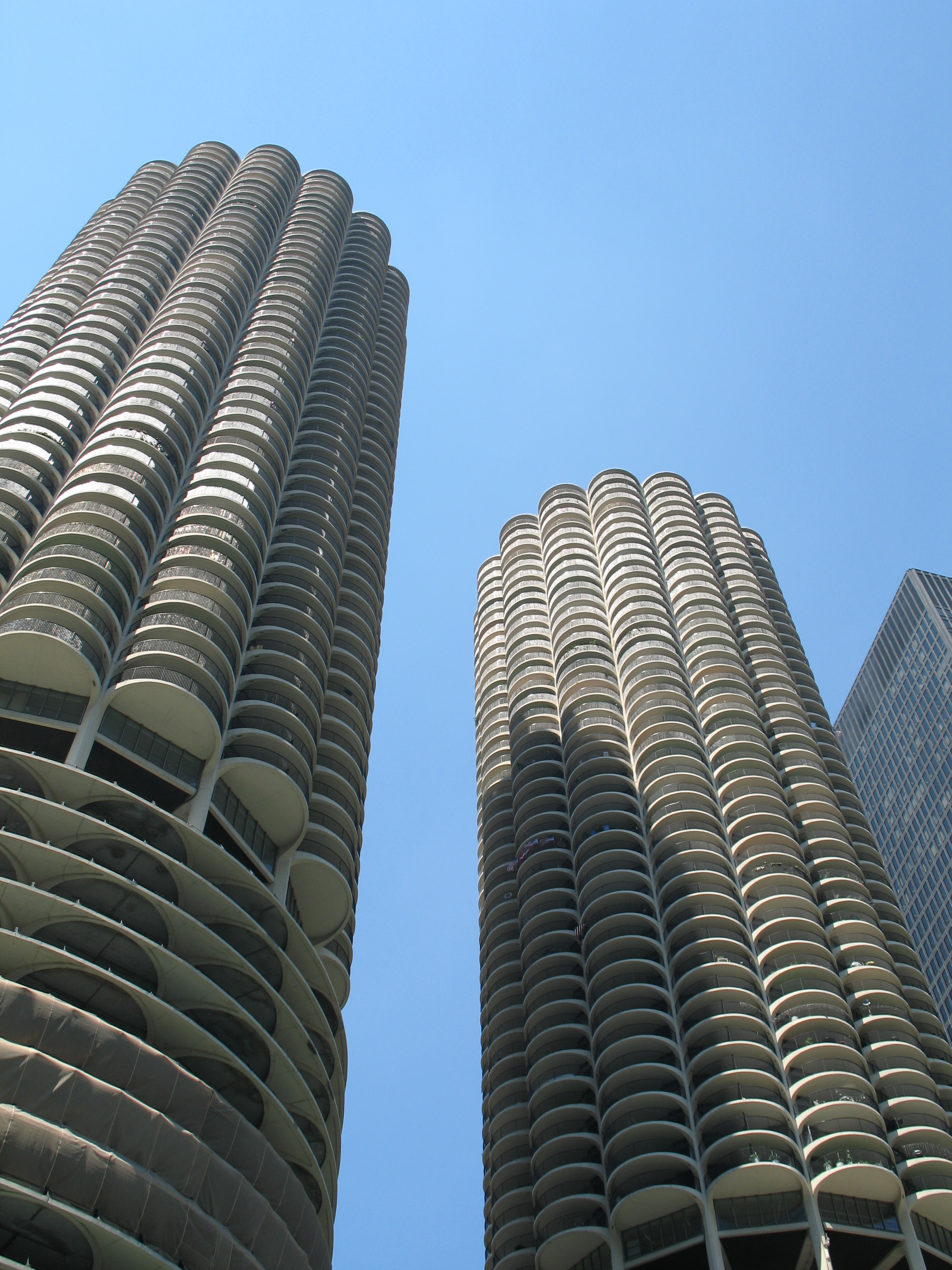
Kikutake va utilitzar una foto de Marina City (Chicago) per a il·lustrar la idea de les càpsules connectades a una torre central

El manifest del grup Metabolism: The Proposals for New Urbanism es va publicar a la Conferència Mundial del Disseny. Del llibre de 90 pàgines se'n van imprimir dues mil còpies i es van vendre per ¥ 500 per Kurokawa i Awazu a l'entrada del recinte. El manifest comença amb la següent declaració:
| « | Metabolisme és el nom del grup, en el qual cada membre proposa més dissenys del nostre món vinent a través dels seus dissenys concrets i il·lustracions. Considerem la societat humana com un procés vital: un desenvolupament continu d'àtom a nebulosa. La raó per la qual fem servir una paraula tan biològica, metabolisme, és que creiem que el disseny i la tecnologia haurien de ser una denotació de la societat humana. No acceptarem el metabolisme com un procés natural, sinó que intentarem fomentar el desenvolupament metabòlic actiu de la nostra societat a través de les nostres propostes. | » |

La publicació incorporava projectes de cada membre, però un terç del document estava dedicat al treball de Kikutake que va contribuir-hi amb assaigs i il·lustracions sobre l'«Ocean City». Kurokawa va contribuir amb «Space City», Kawazoe amb «Material and Man» i Otaka i Maki van escriure «Towards the Group Form». Awazu va dissenyar el llibret i l'esposa de Kawazoe, Yasuko, va editar-lo.
Alguns dels projectes inclosos en el manifest es van mostrar posteriorment a l'exposició del Museu Nacional d'Art Modern de Tòquio de 1960 titulada Arquitectura visionària i va exhibir el treball dels arquitectes japonesos a un públic internacional més ampli.
A diferència de l'estructura rígida del Team 10, els metabolistes van percebre que el seu moviment tenia una forma orgànica amb els seus membres lliures d'entrar-hi i sortir-ne. Tot i que el grup tenia cohesió, es veien a si mateixos com a individus i la seva arquitectura així ho reflectia, especialment en el cas de Tange, que va seguir essent mentor del grup en lloc de membre oficial.

### Ocean City
Ocean City de Kikutake és el primer assaig del manifest. Cobria els seus dos projectes publicats anteriorment «Tower-shaped City» i «Marine City» i incloïa un nou projecte «Ocean City» que era una combinació dels dos primers. Els dos primers d'aquests projectes van introduir la idea metabolista de «terra artificial», així com d'estructura «major» i «menor». Kawazoe es va referir a la «terra artificial» en un article de la revista Kindai Kenchiku l'abril de 1960. Per respondre a l'escassetat de sòl a les ciutats grans i en expansió, va proposar crear «terra artificial» que estaria composta per lloses de formigó, oceans o parets a les quals es podrien acoblar càpsules, assegurant que la creació d'aquesta «terra artificial» permetria utilitzar altres terres d'una manera més natural.
Per a Marine City, Kikutake va proposar una ciutat que surés lliure a l'oceà i que estigués lliure de lligams amb una nació en particular i, per tant, lliure de l'amenaça de guerra. El sòl artificial de la ciutat albergaria l'agricultura, la indústria i l'entreteniment i les torres residencials baixarien a l'oceà a una profunditat de 200 metres. La ciutat en si no estava lligada a la terra i era lliure de flotar a través de l'oceà i créixer orgànicament com un organisme. Un cop envellida massa per habitar-la, s'enfonsaria.
Ocean City era una combinació de la ciutat en forma de torre i la ciutat marina. Constava de dos anells tangents entre si, amb habitatges a l'anell interior i la producció a l'exterior. En el punt tangent s'hi situaven edificis administratius. El control de la població se situava en 500.000 habitants. Kikutake va preveure que la ciutat s'ampliaria multiplicant-se com si estigués patint una divisió cel·lular. Això complia la idea metabolista que l'expansió de les ciutats podria ser un procés biològic.

### Space City
En el seu assaig «Space City», Kurokawa va presentar quatre projectes: Pla Neo-Tòquio, Ciutat muralla, Ciutat agrícola i Casa bolet. En contrast amb el projecte lineal de la badia de Tòquio de Tange, el Pla Neo-Tòquio de Kurokawa proposava que Tòquio es descentralitzés i s'organitzés en patrons cruciformes. Va organitzar ciutats amb forma de bambú al llarg d'aquests cruciformes però, a diferència de Kikutake, va mantenir les torres de la ciutat més baixes de 31 metres d'acord amb el codi de construcció de Tòquio (aquests límits d'alçada no es van revisar fins al 1968).
La Ciutat muralla va considerar el problema de la distància cada cop més gran entre la llar i el lloc de treball. Va proposar una ciutat en forma de muralla que es podria estendre indefinidament. Els habitatges estarien a un costat de la paret i els llocs de treball a l'altre. El mateix mur contindria transport i serveis.
Sobreviure al tifó Vera el 1959 va inspirar a Kurokawa a dissenyar la Ciutat agrícola. Consistia en una ciutat en forma de quadrícula recolzada sobre xanques de 4 metres sobre el terra. La ciutat de 500 metres quadrats es trobava sobre una llosa de formigó que situava la indústria i la infraestructura per sobre de l'agricultura i era un intent de combinar el sòl agrícola i la ciutat en una sola entitat. Va preveure que les Cases bolet brotarien de la llosa de la Ciutat agrícola. Aquestes cases estaven envoltades d'un casquet semblant al bolets que no era ni paret ni sostre i que tancava una sala d'estar.

### Towards the Group Form
L'assaig de Maki i Otaka sobre la forma de grup va posar menys èmfasi en les megaestructures dels altres metabolistes i es va centrar en una forma més flexible de planificació urbana que podria adaptar-se millor als requisits ràpids i impredictibles de la ciutat.
Otaka havia pensat per primera vegada en la relació entre infraestructura i arquitectura en la seva tesi de graduació de 1949 i va continuar explorant idees sobre «sòl artificial» durant el seu treball a l'oficina de Maekawa. Així mateix, durant els seus viatges a l'estranger, Maki va quedar impressionat per l'agrupació i les formes dels edificis vernacles. El projecte que van incloure per il·lustrar les seves idees era un esquema per a la reurbanització de l'estació de tren de Shinjuku que incorporava comerços, oficines i lleure en un terreny artificial sobre l'estació. Tot i que les formes d'Otaka eren pesades i escultòriques i les de Maki eren lleugeres amb grans amplituds, ambdues contenien els cúmuls homogenis associats a la forma del grup.

### Material and Man
Kawazoe va aportar un breu assaig titulat Vull ser una petxina marina, vull ser un motlle, vull ser un esperit. L'assaig reflectia l'angoixa cultural del Japó després de la Segona Guerra Mundial i proposava la comunió de l'home i la natura.

## Pla per a Tòquio (1960–2025)
L'1 de gener de 1961 Kenzō Tange va presentar el seu nou pla per a la badia de Tòquio en un programa de televisió de 45 minuts a la Televisió General NHK. El disseny era un pla radical de reorganització i ampliació de la capital per tal d'atendre una població superior als 10 milions. El disseny consistia en una ciutat lineal que utilitzava una sèrie de mòduls de nou quilòmetres que s'estenia per 80 km a través de la badia de Tòquio des d'Ikebukuro al nord-oest fins a Kisarazu al sud-est. El perímetre de cadascun dels mòduls s'organitzava en tres nivells d'autopistes en bucle, ja que Tange insistia en que un sistema de comunicació eficient seria la clau per a la vida moderna. Els mateixos mòduls es van organitzar en zones d'edificis i centres de transport i comptaven amb oficines, edificis governamentals i districtes comercials, així com una nova estació de tren de Tòquio i enllaços per autopistes amb altres districtes de Tòquio. Les zones residencials s'havien d'allotjar en carrers paral·lels que anaven perpendiculars a l'eix lineal principal i la gent construiria les seves pròpies cases dins d'estructures gegants d'A-frame.
El projecte va ser dissenyat per Tange i membres del seu estudi a la Universitat de Tòquio, com Kurokawa i Arata Isozaki. Inicialment es pretenia publicar el pla a la Conferència Mundial de Disseny però es va endarrerir perquè els mateixos membres estaven treballant en lq seua organització. Tange va rebre interès i suport de diverses agències governamentals, però el projecte mai no es va construir. Tange va ampliar la idea de la ciutat lineal el 1964 amb el Pla Tōkaidō Megalopolis. Aquesta va ser una proposta ambiciosa per a estendre la ciutat lineal de Tòquio per tota la regió de Tōkaidō a fi de redistribuir la població.
Tant Kikutake com Kurokawa van aprofitar l'interès pel pla de Tange de 1960 produint els seus propis esquemes per a Tòquio. El pla de Kikutake incorporava tres elements tant a la terra com al mar i incloïa una carretera en bucle que connectava totes les prefectures al voltant de la badia. El pla de Kurokawa consistia en megaestructures en forma d'hèlix que flotaven dins de cèl·lules que s'estenien per la badia. Encara que els gràfics més convincents de l'esquema es van presentar com a part d'una pel·lícula, el projecte no es va desenvolupar.
Amb el boom immobiliari del Japó als anys 1980, tant Tange com Kurokawa van revisar les seves idees anteriors: Tange amb el seu Pla de Tòquio 1986 i Kurokawa amb el seu Nou Pla de Tòquio 2025. Ambdós projectes utilitzaven terres que s'havien recuperat al mar des dels anys 1960 en combinació amb estructures flotants.

## Pla per a Skopje

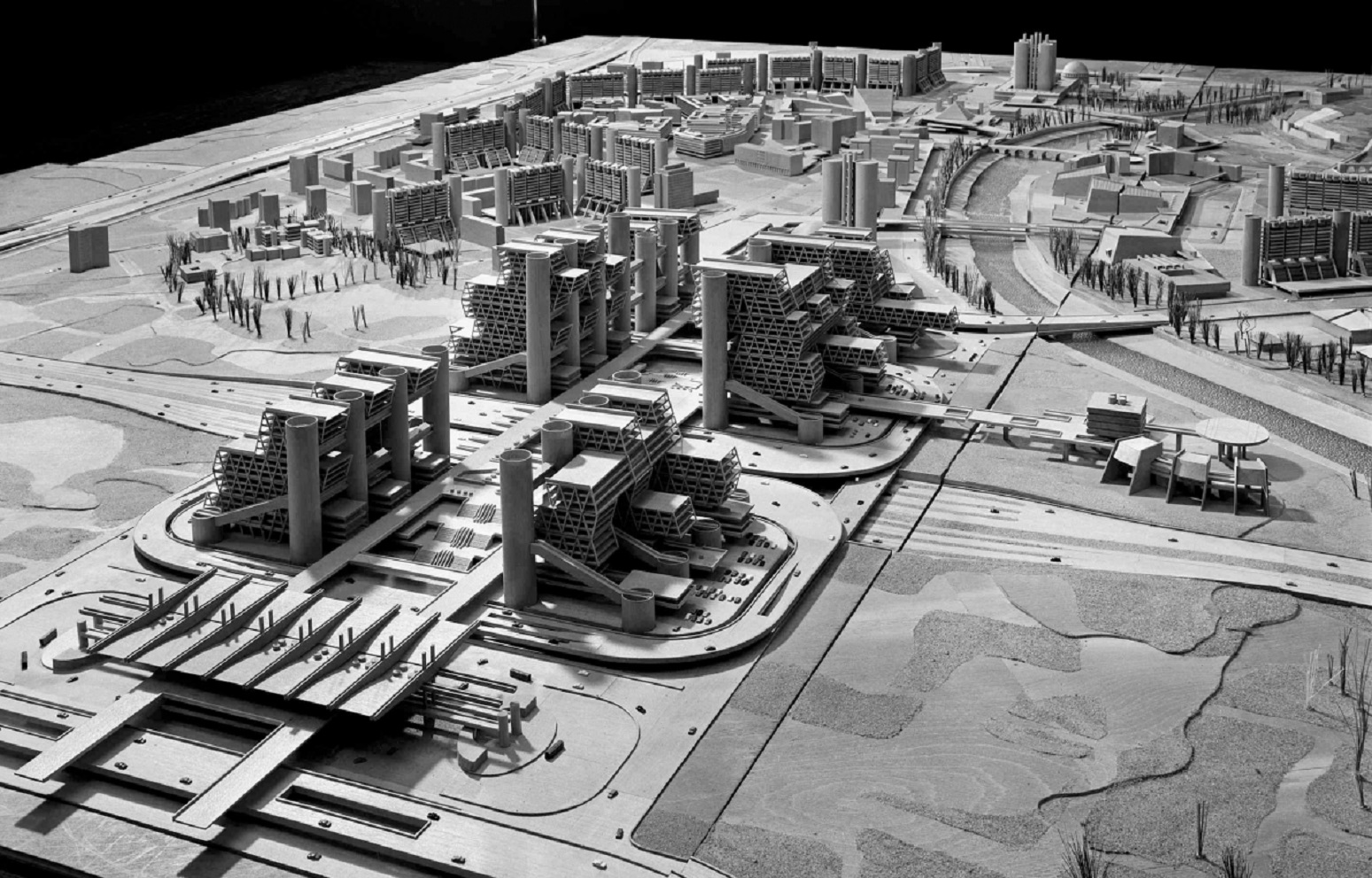
Pla director urbà de Skopje (1963)

L'equip de Tange va guanyar el concurs del pla de reconstrucció de Skopje, que aleshores formava part de la República Iugoslava de Macedònia (avui Macedònia del Nord), després d'un gran terratrèmol. El projecte va ser important per a la reconstrucció urbana i va significar un gran avenç per al moviment metabolista fent realitat el seu enfocament a escala internacional.

## Selecció de projectes

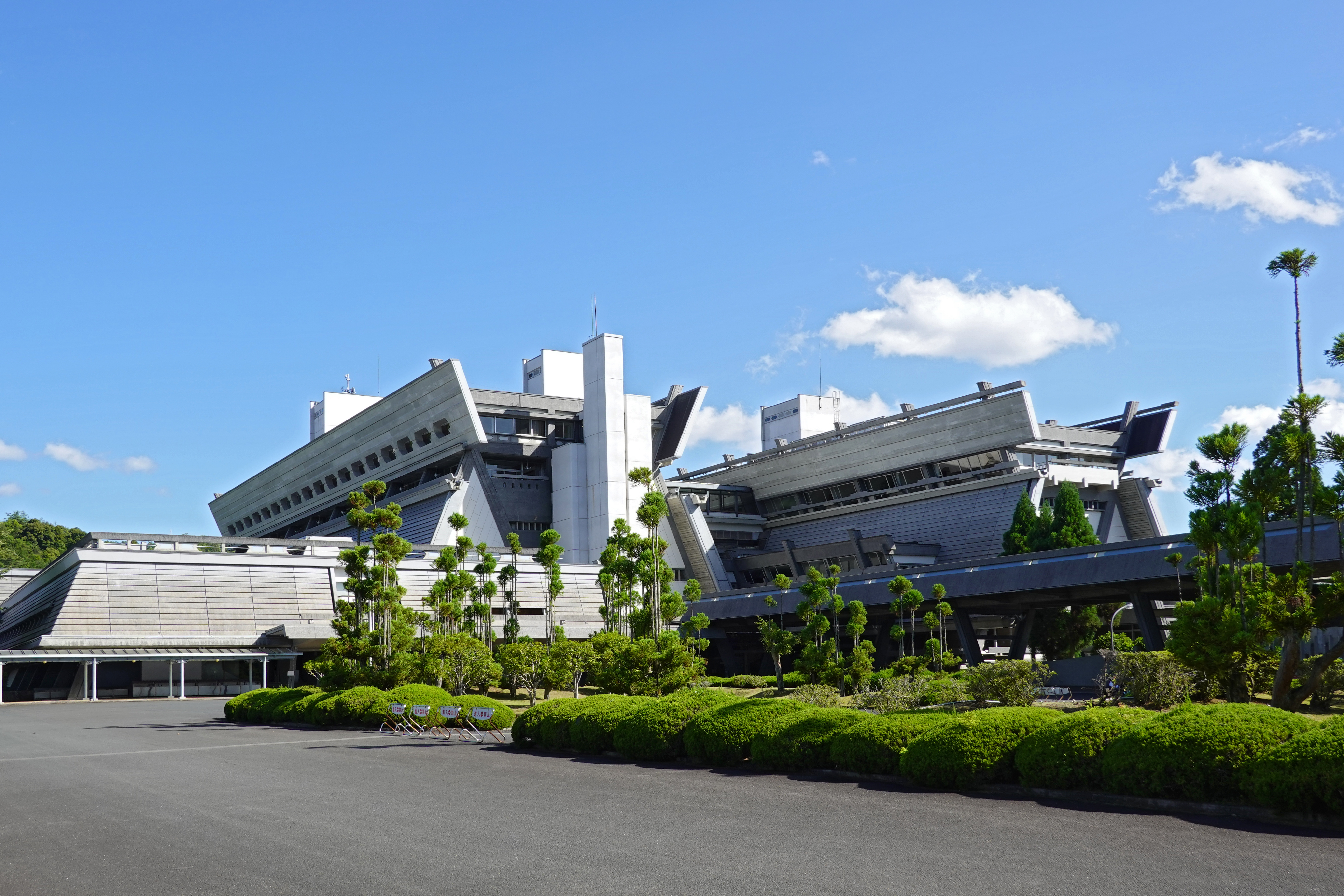
El Centre internacional de conferències de Kyoto

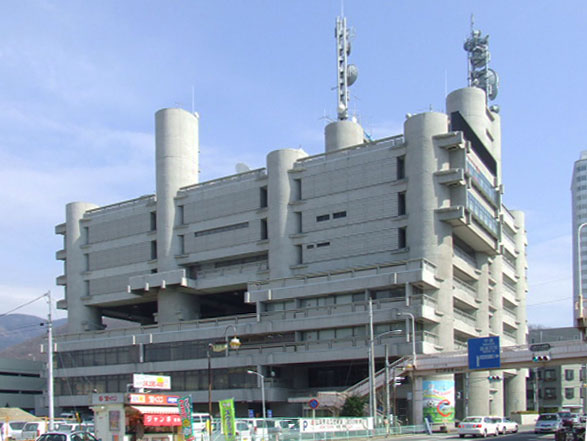
El Yamashi Press and Broadcaster Center

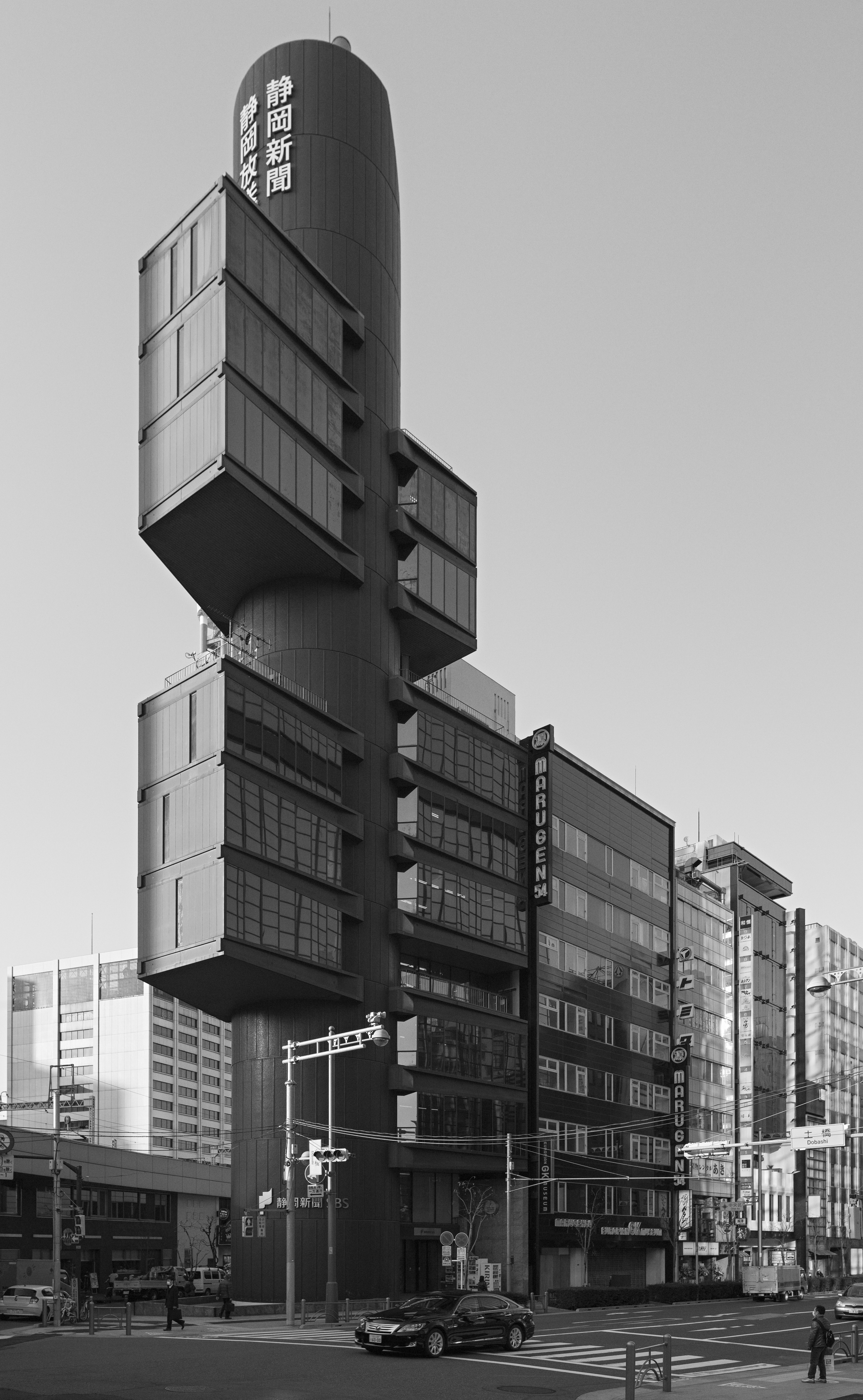
Torre de premsa i difusió de Shizuoka

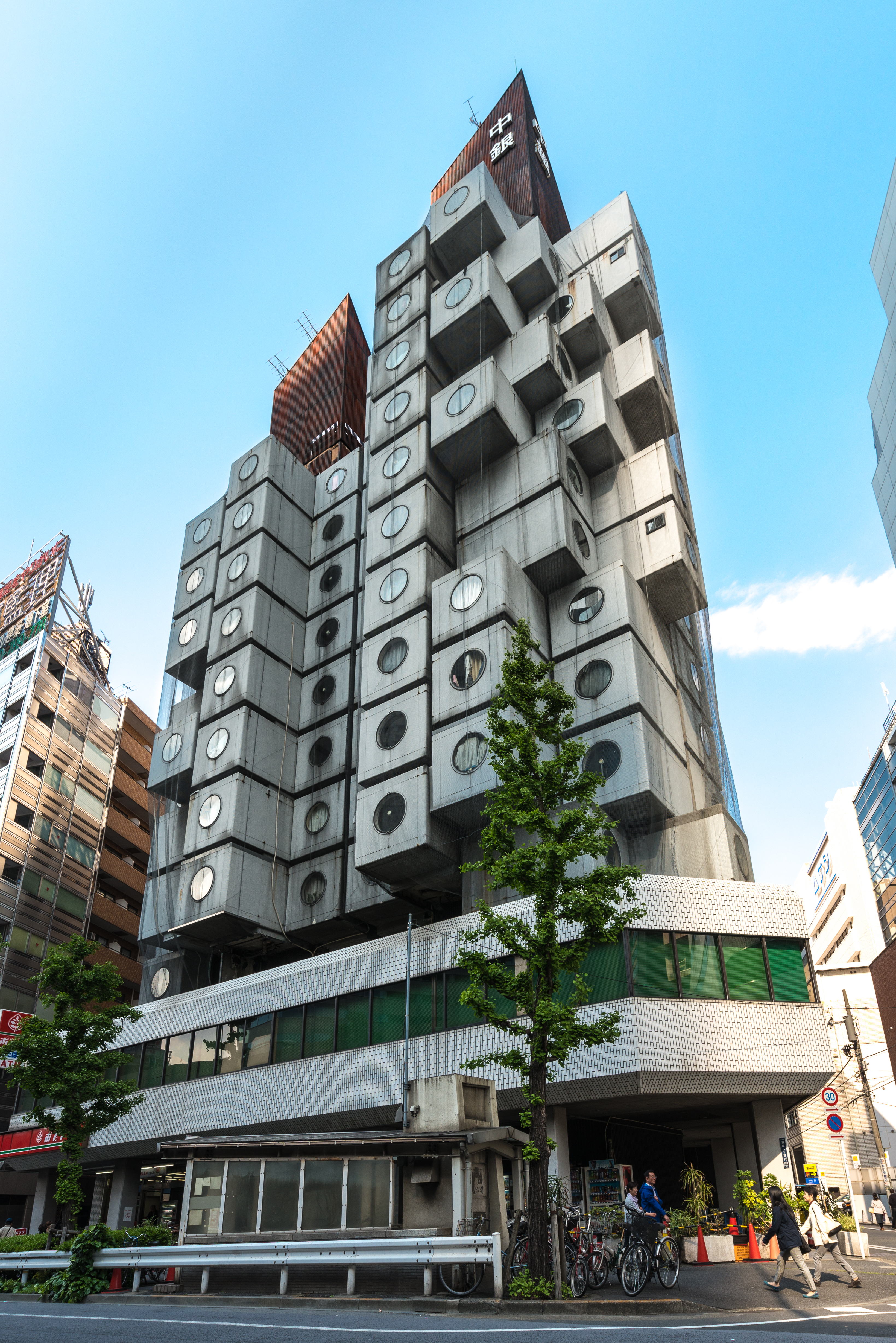
Torre Càpsula Nakagin

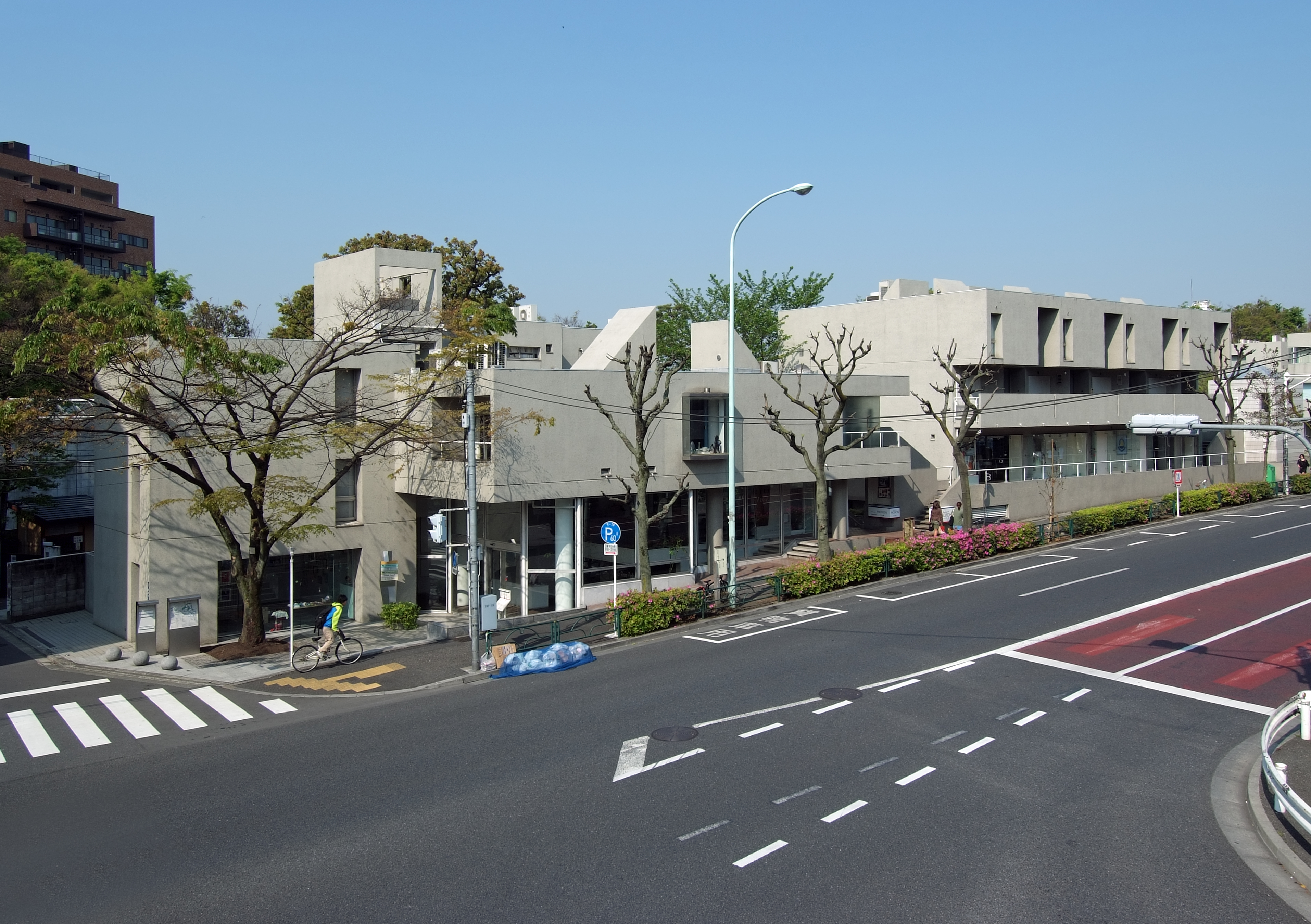
Hillsade Terrace

### Yamanashi Press and Broadcaster Center
El 1961, Kenzō Tange va rebre l'encàrrec del Yamanashi News Group per a dissenyar una nova seu a Kōfu. A més de dues agències de notícies i una impremta, l'edifici necessitava una cafeteria i botigues a la planta baixa per a connectar amb la ciutat contigua. També havia de ser flexible en el seu disseny per a permetre una futura expansió.
Tange va organitzar els espais de les tres empreses per a permetre'ls compartir instal·lacions comunes. La impremta es troba a la planta baixa per a facilitar l'accés al carrer per a la càrrega i el transport. Després va agafar totes les funcions de servei, com ascensors, lavabos i canonades i les va agrupar en 16 torres cilíndriques de formigó armat, cadascuna amb un diàmetre de 5 metres. Tange va construir les torres cilíndriques a diferents altures per a donar a entendre que hi havia espai per a l'expansió vertical.
Encara que l'edifici es va ampliar el 1974 com Tange havia previst inicialment, no va actuar com a catalitzador per a l'expansió de l'edifici en una megaestructura per la resta de la ciutat. L'edifici va ser criticat per deixar de banda l'ús humà de l'edifici en benefici de l'estructura i adaptabilitat.

### Torre de premsa i difusió de Shizuoka
El 1966 Tange va dissenyar la Torre de premsa i difusió de Shizuoka al districte de Ginza de Tòquio. Aquesta vegada utilitzant només un sol nucli, Tange va organitzar les oficines com a caixes d'acer i vidre en voladís. El voladís es subratlla marcant els blocs de tres plantes amb un balcó vidriat d'una sola planta. Els encofrats de formigó de l'edifici es van revestir amb un encofrat d'alumini i l'alumini s'ha deixat com a revestiment. Tot i que es va concebre com un sistema «de tipus nucli» que s'incloïa a les altres propostes de la ciutat de Tange, la torre es manté sola i està privada d'altres connexions.

### Torre Càpsula Nakagin
La icona del metabolisme, la Torre Càpsula Nakagin de Kurokawa, es va erigir al districte de Ginza de Tòquio l'any 1972 i es va acabar en només 30 dies. Prefabricada a la prefectura de Shiga en una fàbrica que normalment construïa contenidors de transport, està construïda amb 140 càpsules acoblades en dos nuclis d'11 i 13 pisos d'alçada. Les càpsules contenien els darrers electrodomèstics i es van construir per allotjar petites oficines i pieds-à-terre per als salarymen de Tòquio.
Les càpsules fan 2,5 metres d'amplada i quatre metres de llarg amb una finestra d'1,3 metres de diàmetre en un extrem. Tot i que les càpsules es van dissenyar pensant en la producció en cadena, no hi va haver demanda. Malgrat que des de 1996 la torre estava catalogada com a patrimoni arquitectònic per Dcomomo International, el 2022 va ser enderrocada.

### Hillside Terrace
Després de la Conferència Mundial de Disseny, Fumihiko Maki va començar a distanciar-se del moviment metabolista, tot i que els seus estudis van continuar interessant el moviment. L'any 1964 va publicar un llibret titulat Investigacions en forma col·lectiva en el qual investigava tres formes urbanes: forma compositiva, megaestructura i forma grupal. The Hillside Terrace és una sèrie de projectes encarregats per la família Asakura i duts a terme en set fases des del 1967 fins al 1992. Inclou edificis residencials, d'oficines i culturals, així com l'ambaixada danesa, i està situat a banda i banda de l'avinguda Kyū-Yamate al districte de Daikanyama de Tòquio.
L'execució dels dissenys evoluciona a través de les fases amb les formes exteriors cada cop més independents de les funcions interiors i els nous materials que s'utilitzen. Per exemple, la primera fase té una coberta per a vianants elevada que dona accés a comerços i un restaurant i es va dissenyar per ampliar-la en fases posteriors tot. En la tercera fase, Maki es va allunyar de la màxima modernista de «la forma segueix la funció» i va començar a dissenyar els exteriors de l'edifici per adaptar-los millor a l'entorn immediat. El projecte va actuar com a catalitzador de la reurbanització de tota l'àrea al voltant de l'estació de tren de Daikanyama.

## El metabolisme en context

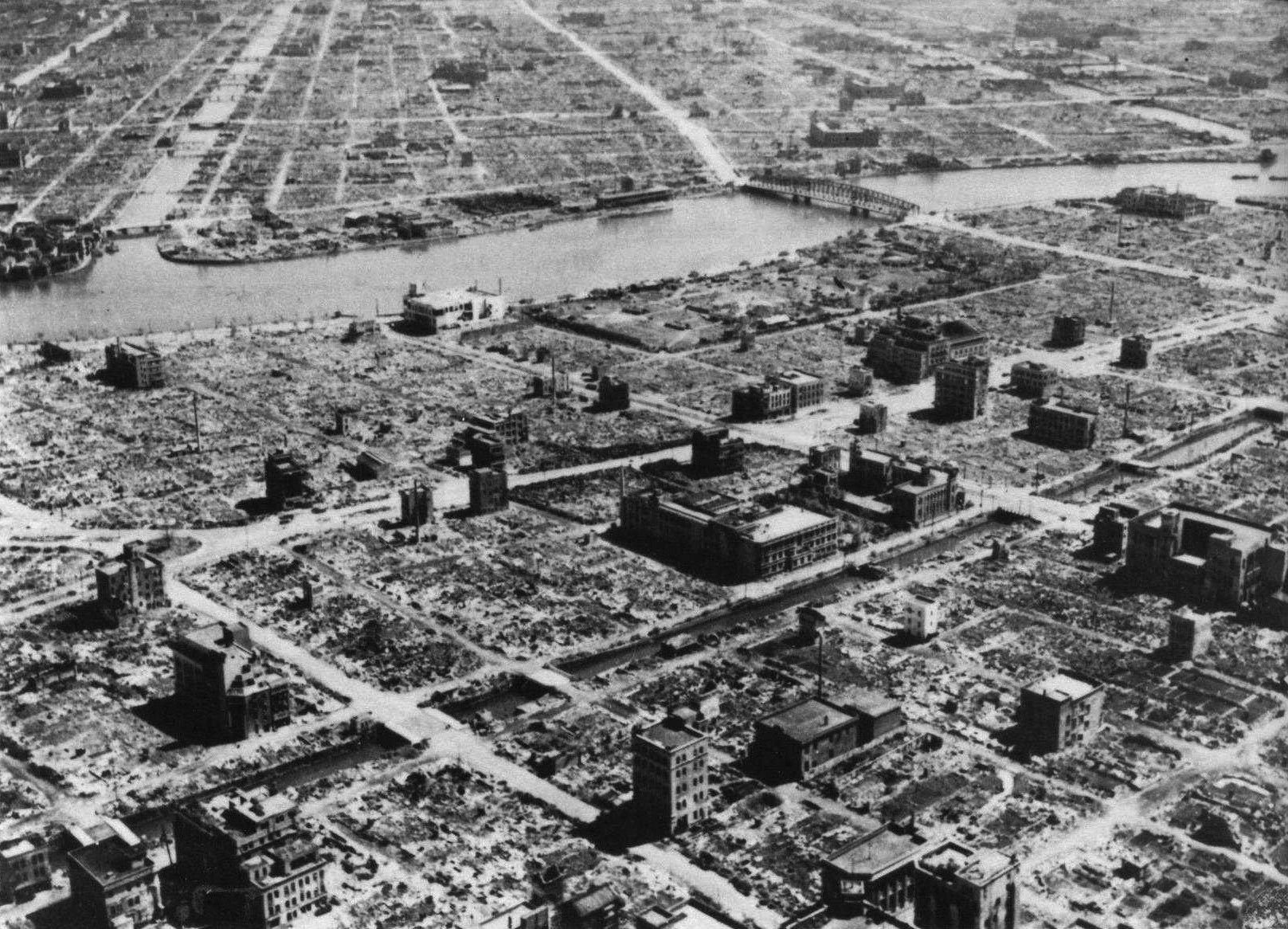
Tòquio després del bombardeig (1945)

El metabolisme es va desenvolupar durant la postguerra en un Japó que qüestionava la seva identitat cultural. Inicialment, el grup havia escollit el nom de Burnt Ash School per a reflectir l'estat ruïnós de les ciutats japoneses després de les bombes incendiàries i l'oportunitat que presentaven per a una reconstrucció radical. Les idees de la física nuclear i el creixement biològic estaven relacionades amb els conceptes budistes de regeneració. Tot i que el metabolisme va rebutjar les referències visuals del passat, va adoptar conceptes de prefabricació i renovació de l'arquitectura tradicional japonesa, especialment el cicle de vint anys de la reconstrucció del Santuari d'Ise (al qual van ser convidats Tange i Kawazoe el 1953). Les roques sagrades sobre les quals està construït el santuari van ser considerades pels metabolistes com a símbols d'un esperit japonès que precedia les aspiracions imperials i les influències modernitzadores d'Occident.
A les Investigacions en forma col·lectiva, Maki va encunyar el terme «megaestructura» per referir-se a les estructures que allotgen la totalitat o part d'una ciutat en una sola estructura. Va originar la idea a partir de formes vernacles d'arquitectura de pobles que es van projectar en grans estructures amb l'ajuda de la tecnologia moderna. Reyner Banham va agafar en préstec Megastructure per al títol del seu llibre de 1976 que contenia nombrosos projectes construïts i no construïts. Va definir les megaestructures com a unitats modulars (amb una vida útil curta) que s'uneixen a l'estructura amb una vida útil més llarga. Més Endavant, Maki va criticar l'enfocament de Megaestructure per al disseny defensant la seva idea de «forma de grup», que pensava que s'adaptaria millor al desordre de la ciutat.
L'arquitecte Robin Boyd intercanvia fàcilment el moviment metabolista amb el grup Archigram al seu llibre de 1968 New Directions in Japanese Architecture. De fet, els dos grups van sorgir a la dècada del 1960 i es van dissoldre a la dècada del 1970 i van utilitzar imatges amb megaestructures i cèl·lules, tot i que les seves propostes urbanes i arquitectòniques eren força diferents. Encara que utòpics en els seus ideals, el moviment metabolista es va preocupar de millorar l'estructura de la societat amb la seva arquitectura d'inspiració biològica, mentre que Archigram es va veure influenciat per la mecànica, la informació i els mitjans electrònics i la seva arquitectura era més utòpica i menys social.

## Exposició Universal d'Osaka (1970)

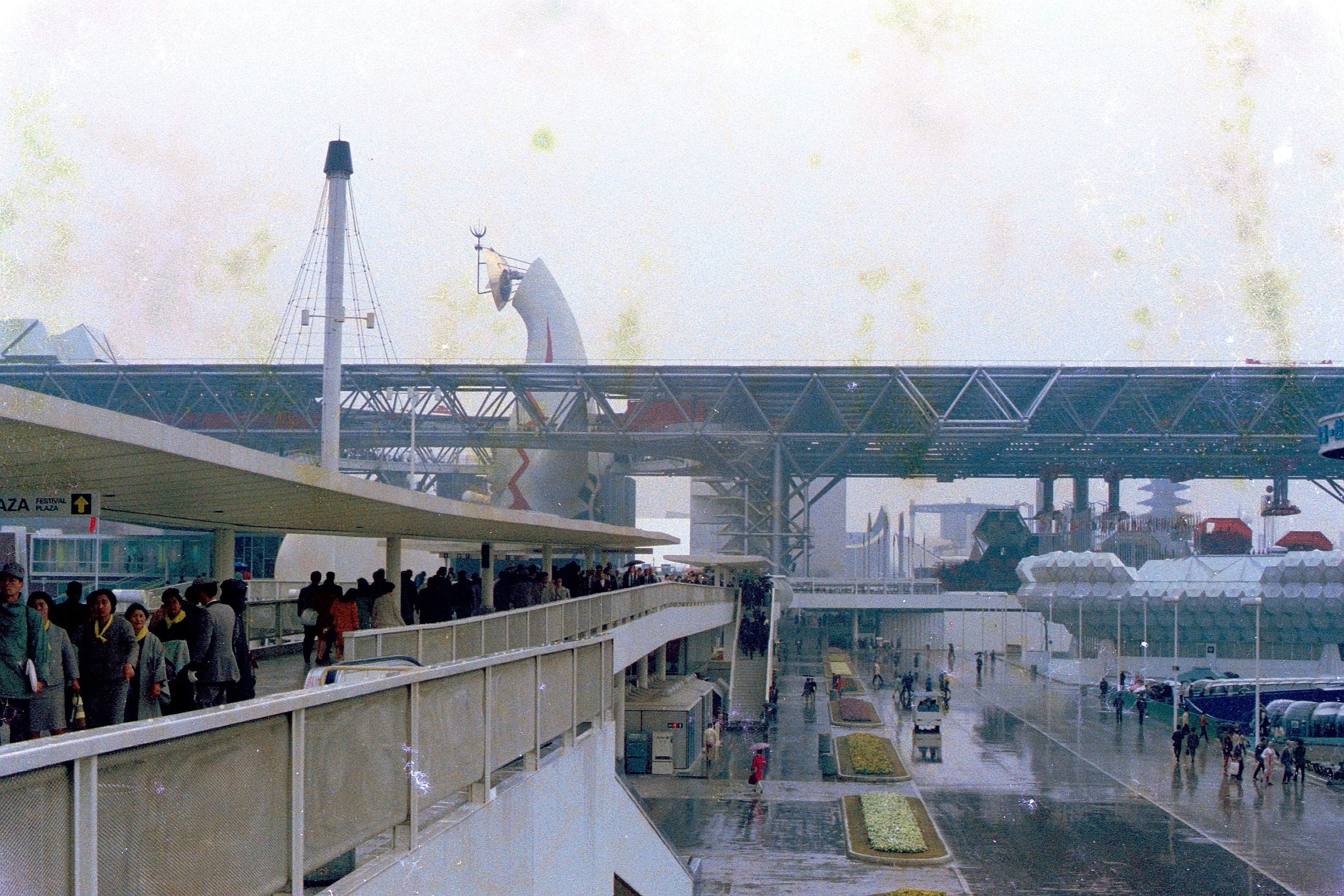
El terrat de la plaça de l'Expo 1970

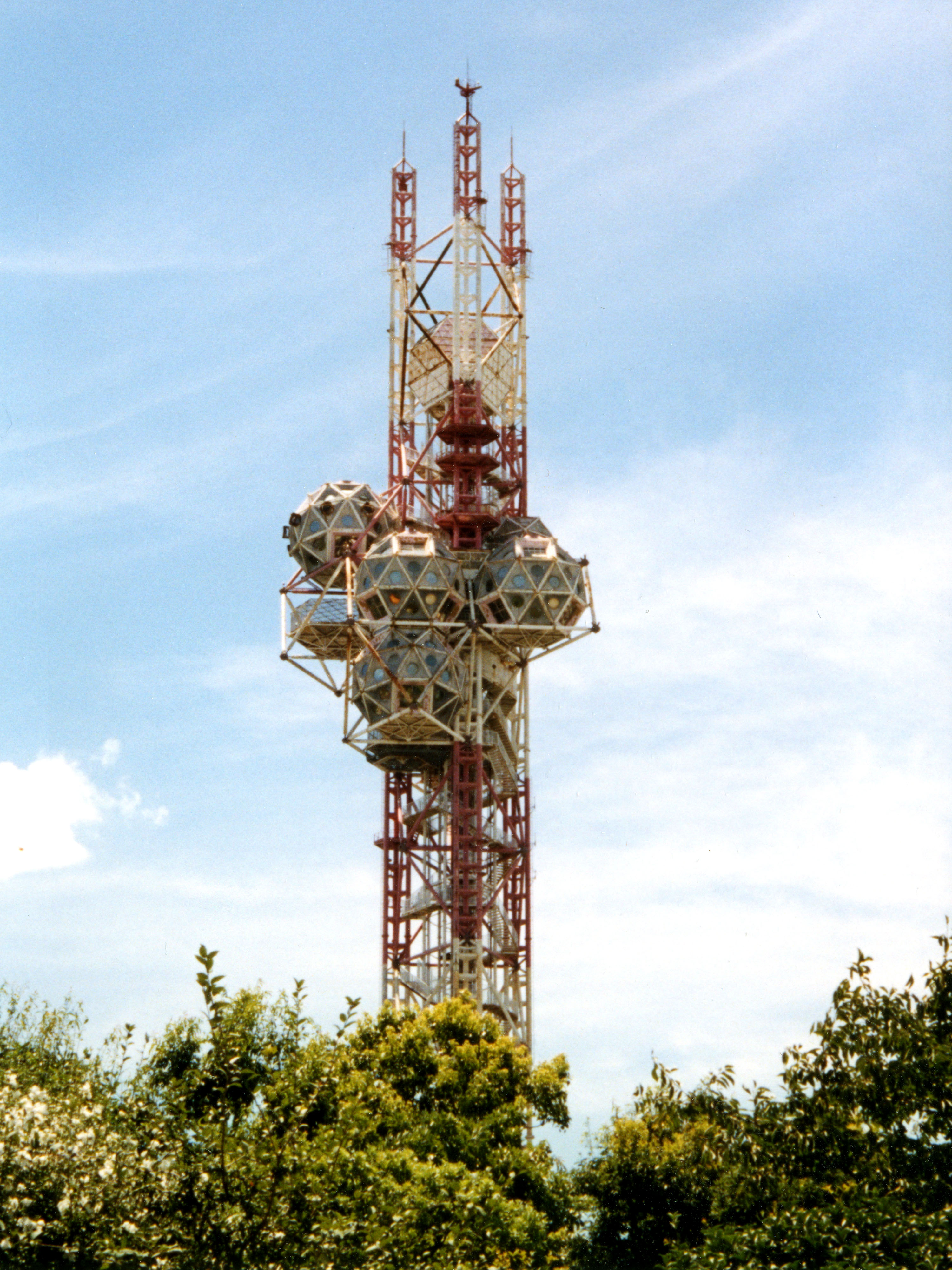
Kikutake's Expo Tower

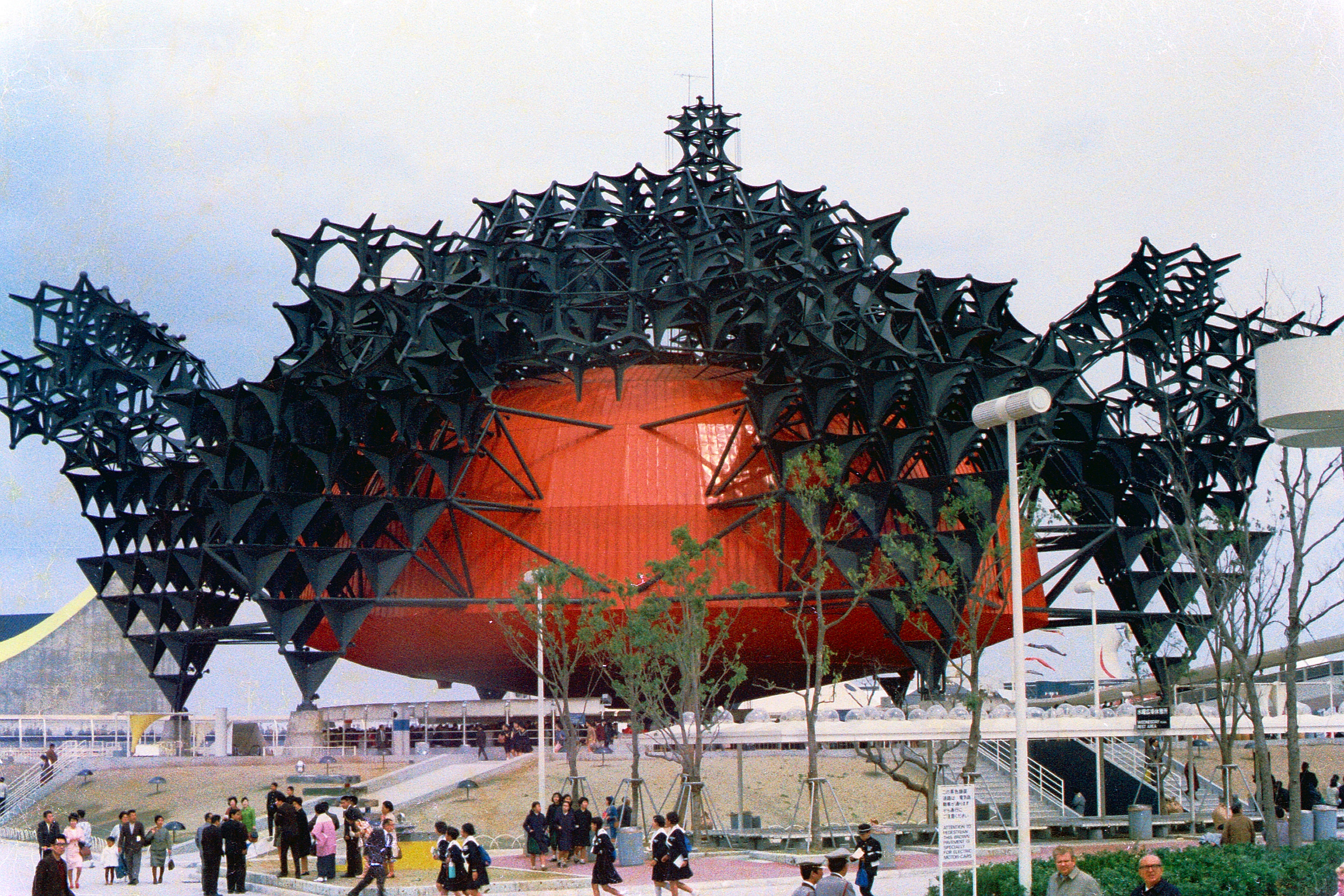
Pavelló Toshiba-IHI de Kurokawa

El Japó va ser designat com a seu per a l'Exposició Universal de 1970 i es van reservar 330 hectàrees als turons de Senri a la prefectura d'Osaka. Inicialment, el Japó havia volgut acollir l'Exposició Universal de 1940, però els plans es van haver de cancel·lar amb l'escalada de la guerra. Al milió de persones que havien comprat entrades per al 1940 se'ls va permetre usar-les el 1970.
Kenzō Tange es va unir al Comitè Temàtic de l'Expo i juntament amb Uso Nishiyama va tenir la responsabilitat de planificar l'espai. El tema de l'Expo va ser «Progrés i harmonia per a la humanitat». Tange va convidar dotze arquitectes, entre ells Arata Isozaki, Masato Otaka i Kiyonori Kikutake, per a dissenyar els pavellons. També va demanar a Kenji Ekuan que supervisés el disseny del mobiliari i el transport i a Noboru Kawazoe que comissariés l'exposició Mid-Air.
Tange va imaginar que l'Expo s'hauria de concebre principalment com un gran festival on les persones poguessin trobar-se. Al centre de l'indret va col·locar la plaça del Festival a la qual es van connectar diverses exposicions temàtiques, totes elles unides per un gran sostre.
Kawazoe, Maki i Kurokawa van convidar una selecció d'arquitectes internacionals a l'Exposició Mid-Air. Entre els arquitectes hi havia Moshe Safdie, Yona Friedman, Hans Hollein i Giancarlo De Carlo. Tot i que Tange estava obsessionat amb la teoria de la flexibilitat que proporciona l'espai emmarcat, va reconèixer que, en realitat, no era tan pràctic per a la fixació real de les pantalles. El sostre en si va ser dissenyat per Koji Kamaya i Mamoru Kawaguchi que el van concebre com un marc espacial enorme. Kawaguchi va inventar una rótula sense soldadura per a distribuir la càrrega de manera segura i va elaborar un mètode per a muntar el marc a terra abans d'aixecar-lo amb gats.
La Kikutake's Expo Tower es trobava al turó més alt del recinte i va actuar com a punt de referència per als visitants. Estava construïda a partir d'un espai vertical de bola i articulació al qual s'adjuntaven una sèrie de cabines. El disseny havia d'haver estat un pla per a una vida vertical flexible basat en una cabina de construcció estàndard de 360 m3 revestida amb una membrana d'alumini fos i vidre que es podia disposar de manera flexible a qualsevol punt de la torre. Això es va demostrar amb una varietat de cabines que eren plataformes d'observació i sales VIP i una cabina a la planta baixa que es va convertir en un punt d'informació.
Kurokawa havia guanyat projectes per a dos pavellons corporatius: el Takara Beautillion i el pavelló Toshiba IHI. El primer d'ells estava format per càpsules endollades a marcs de sis punts i es va muntar en només sis dies. El segon era un marc espacial compost per mòduls de tetraedre, basat en la seva Helix City que podia créixer en 14 direccions diferents i assemblar-se al creixement orgànic.
L'Expo '70 s'ha descrit com l'apoteosi del moviment metabolista. Però fins i tot abans que el període de ràpid creixement econòmic del Japó acabés amb la crisi del petroli de 1973, els crítics consideraven l'Expo com una distopia que es va allunyar de la realitat. La crisi energètica va demostrar la dependència del Japó del petroli importat i va portar a una reavaluació del disseny i la planificació amb arquitectes que s'allunyaven dels projectes utòpics cap a intervencions urbanes més petites.

## Anys posteriors

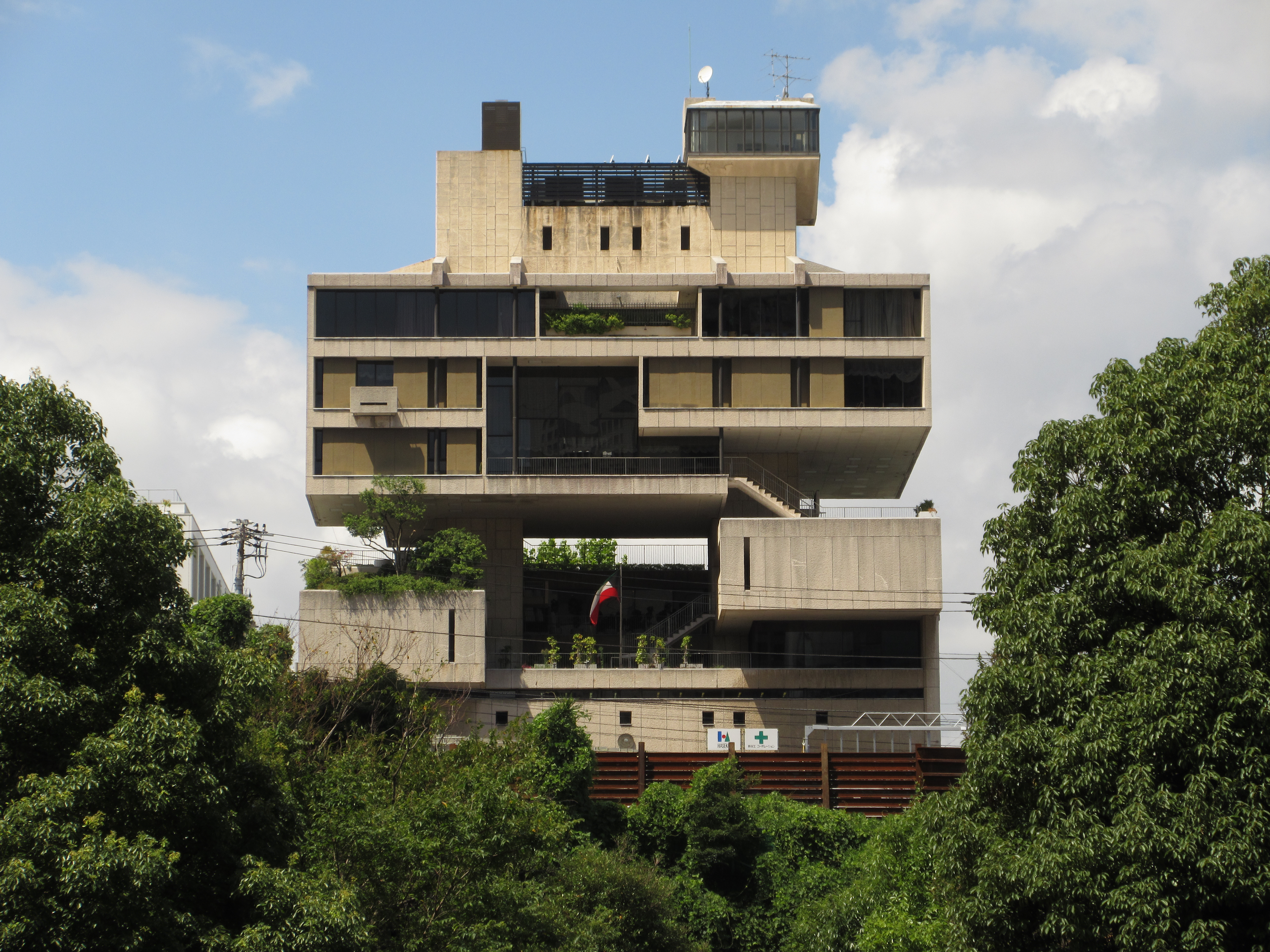
Ambaixada de Kuwait al Japó (1970)

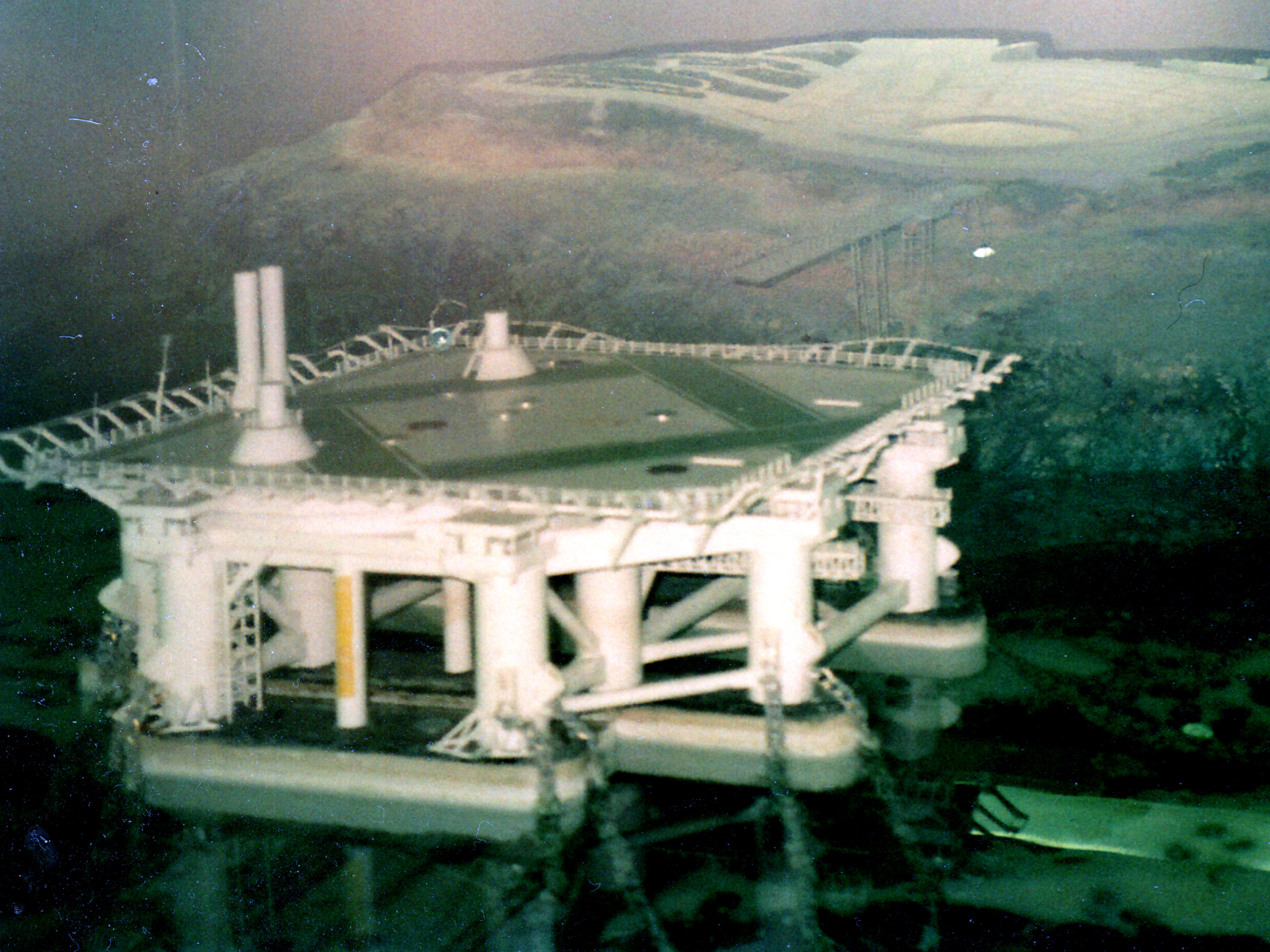
Model de l'Aquapolis, Okinawa Ocean Expo 1975

Després de l'Expo de 1970, Tange i els metabolistes van desviar la seva atenció del Japó cap a l'Orient Mitjà i Àfrica. Aquests països s'estaven expandint gràcies als ingressos del petroli i estaven fascinats tant per la cultura japonesa com per l'experiència que el metabolisme va aportar a la planificació urbana.
Els projectes de Tange incloïen un estadi de 57.000 seients i un centre esportiu a Riad per al rei Fàysal ibn Abd-al-Aziz, i una ciutat esportiva a Kuwait per als Jocs Panàrabs de 1974. Tot i això, tots dos van ser aturats per l'esclat de la Guerra del Yom Kippur el 1973. De la mateixa manera, el pla d'un nou centre de la ciutat a Teheran va ser cancel·lat després de la Revolució islàmica de 1979. No obstant això, va completar l'ambaixada de Kuwait a Tòquio el 1970 i l'aeroport internacional de Kuwait, així com el palau presidencial a Damasc.
Kurokawa va realitzar el Teatre Nacional d'Abu Dhabi (1977), dissenys de torres càpsula per a un hotel a Bagdad (1975) i una ciutat al desert de Líbia (1979–1984).
La visió de Kikutake per a les torres flotants es va realitzar en part el 1975 quan va dissenyar i construir l'Aquapolis per a l'Okinawa Ocean Expo. El bloc de la ciutat flotant de 100 x 100 metres comptava amb residències, una sala de banquets, oficines i allotjament per a 40 empleats. Es va construir a Hiroshima i després es va remolcar fins a la prefectura d'Okinawa. Es van dur a terme més projectes de ciutats flotant sense construir, inclosa una ciutat flotant a Hawaii per a la investigació de l'oceà.